# Orquiectomía
Orquiectomía es el término que se usa en medicina para designar la extirpación quirúrgica, total o parcial, de uno o de los dos testículos.
La incisión para la extracción puede hacerse en la ingle o en el escroto según el caso.
Las consecuencias de esta intervención son importantes en la función endocrina y en la fertilidad, y en los aspectos cosmético y psicológico.

## Indicaciones
Indicada para las neoplasias testiculares, lesiones (torsión testicular, traumatismos mayores, como las producidas por arma de fuego), procesos infecciosos que destruyen el testículo, atrofia testicular, criptorquidia. También para lograr una disminución de los niveles de testosterona en sangre en el caso de carcinomas de próstata y para facilitar el tratamiento hormonal en mujeres transgénero.

## Tipos
- Orquiectomía radical o total: es aquella en la que se extrae el testículo, el epidídimo y el cordón espermático a nivel del anillo inguinal interno.
- Orquiectomía subalbugínea o parcial: se extirpa la parte funcional sin extraer las demás estructuras.
- Orquiectomía inguinal es la que se realiza a través de una pequeña incisión en la ingle.